# Hanan Maman
Hanan Maman est un footballeur israélien, né le 28 août 1989 à Haïfa en Israël. Il évolue actuellement à l'Hapoël Haïfa, comme milieu défensif.

## Biographie
Hanan Maman commence sa carrière à l'Hapoël Haïfa. Il est prêté lors de la saison 2012-2013 à l'Hapoël Tel-Aviv. Il dispute 8 matchs en Ligue Europa avec l'équipe de Tel-Aviv, inscrivant 4 buts.
En 2013, il rejoint le club belge du Waasland-Beveren. Un an plus tard, il retourne en Israël et signe au Betar Jérusalem.

## Palmarès
- Champion d'Israël de D2 en 2009 avec l'Hapoël Haïfa